# Ajahn Chah
Ajahn Chah Subhatto (Chao Khun Bodhinyanathera) (en tailandés: ชา สุภัทโท; Ubon Ratchathani, 17 de junio de 1918 – 16 de enero de 1992) fue uno de los maestros más grandes de meditación del siglo XX, con mucha influencia en el budismo Theravāda y quizás el monje más famoso de la tradición tailandesa del bosque. Nació en un pueblo de la parte noreste de Tailandia. 
Llegó a ser novicio en la temprana edad y recibió las altas órdenes a la edad de veinte años. Siguió la tradición de austeridad propia de la Tradición del Bosque por muchos años, viviendo en el bosque y mendigando la comida que recibía deambulando como un peregrino mendicante. Practicó la meditación con numerosos maestros incluido a Ajahn Mun Bhuridatta, quien ejerció en él una imborrable influencia, ya que supo direccionar su meditación hacia la claridad que le faltaba anteriormente. Más tarde, Ajahn Chah llegó a ser, por sí solo, un consumado maestro de meditación y compartió la realización del Dhamma con todos aquellos que lo buscaron. La esencia de su mensaje siempre fue muy simple: ser consciente, no apegarse a nada, dejar todo y rendirse a la manera natural de cómo son las cosas. 
La enseñanza de Ajahn Chah, cuyo estilo fue simple y, a la vez, profundo, atrajo de manera especial a muchos occidentales, y así en 1975 se fundó el Wat Pah Nanachat, un monasterio especialmente dedicado para la práctica de numerosos occidentales quienes quisieron hacerlo a su lado. En 1979 fundó la primera rama de este monasterio en Europa, más específicamente, en Sussex, Inglaterra por medio de sus discípulos-señores de origen occidental (entre ellos, Ajaan Sumedho, quien actualmente es el encargado del Monasterio Budista Amaravati - Amaravati Buddhist Monastery - en Inglaterra). Hoy en día, existen ramas de este monasterio en otros lugares de Europa, en Australia y en Nueva Zelanda. 
Ajahn Chah murió en enero de 1992 después de una larga enfermedad. 